# Бреда-ді-П'яве
Бреда-ді-П'яве (італ. Breda di Piave, вен. Breda de Piave) — муніципалітет в Італії, у регіоні Венето, провінція Тревізо.
Бреда-ді-П'яве розташована на відстані близько 430 км на північ від Рима, 31 км на північ від Венеції, 9 км на північний схід від Тревізо.
Населення — 7841 особа (2014).
Щорічний фестиваль відбувається 25 січня. Покровитель — Conversione di San Paolo.

## Демографія
Населення за роками:

Станом на 1 січня 2023 року в муніципалітеті офіційно проживало 438 іноземців з 49 країн, серед них 130 громадян країн Євросоюзу та 27 громадян України.

## Сусідні муніципалітети
- Карбонера
- Мазерада-суль-П'яве
- Ормелле
- Понте-ді-П'яве
- Сан-Б'яджо-ді-Каллальта